# Алви Хјелм
Алви Хјелм (ферј. Alvi Hjelm; Клаксвик, 1. мај 1996) ферјарски је пливач чија специјалност су трке мешовитим стилом на 200 и 400 метара.

## Спортска каријера
Хјелм је дебитовао на међународној сцени на европском првенству за јуниоре у Познању 2013. и на почетку каријере такмичио се у тракама слободним стилом на 800 и 1.500 метара. Као сениор фокусира се на трке мешовитим стилом на 200 и 400 метара, а сениорски деби на међународној сцени имао је на Светском првенству 2015. у Казању (42. место на 200 и 40. на 400 мешовито). Четири године касније, у Квангџуу 2019, испливао је нови лични рекорд у квалификацијама трке на 200 мешовито (2:07,91 мин и 42. место), а у даљи ток такмичења није успео да се пласира ни у трци на 400 мешовито коју је окончао на 35. месту у квалификацијама.